# Сент-Едвард (Небраска)
Сент-Едвард (англ. St. Edward) — місто (англ. city) в США, в окрузі Бун штату Небраска. Населення — 725 осіб (2020).

## Географія
Сент-Едвард розташований за координатами 41°34′17″ пн. ш. 97°51′40″ зх. д. / 41.57139° пн. ш. 97.86111° зх. д. (41.571448, -97.861197).  За даними Бюро перепису населення США в 2010 році місто мало площу 1,71 км², уся площа — суходіл.

## Демографія
Згідно з переписом 2010 року, у місті мешкало 705 осіб у 292 домогосподарствах у складі 181 родини. Густота населення становила 413 особи/км².  Було 337 помешкань (198/км²).
Расовий склад населення:
| - 97,6 % — білих - 1,4 % — чорних або афроамериканців - 0,1 % — азіатів |

До двох чи більше рас належало 0,3 %. Частка іспаномовних становила 1,4 % від усіх жителів.
За віковим діапазоном населення розподілялося таким чином: 22,7 % — особи молодші 18 років, 52,6 % — особи у віці 18—64 років, 24,7 % — особи у віці 65 років та старші. Медіана віку мешканця становила 46,3 року. На 100 осіб жіночої статі у місті припадало 90,5 чоловіків;  на 100 жінок у віці від 18 років та старших — 91,2 чоловіків також старших 18 років.
Середній дохід на одне домашнє господарство  становив 49 838 доларів США (медіана — 40 000), а середній дохід на одну сім'ю — 55 381 долар (медіана — 47 059). Медіана доходів становила 36 000 доларів для чоловіків та 29 464 долари для жінок. За межею бідності перебувало 13,1 % осіб, у тому числі 13,7 % дітей у віці до 18 років та 9,9 % осіб у віці 65 років та старших.
Цивільне працевлаштоване населення становило 359 осіб. Основні галузі зайнятості: освіта, охорона здоров'я та соціальна допомога — 27,6 %, виробництво — 14,2 %, сільське господарство, лісництво, риболовля — 12,5 %, роздрібна торгівля — 11,4 %.